# Hardy Boeckle
Hardy Boeckle (* 31. Dezember 1959 in Balingen) ist ein deutscher Diplomat. Seit Juli 2024 ist er Botschafter in Guatemala und leitet als solcher die Botschaft Guatemala-Stadt. Er ist gleichzeitig designierter Botschafter in Belize.

## Laufbahn
Boeckle erlangte im Jahr 1978 die allgemeine Hochschulreife und war anschließend bis 1980 bei der Bundeswehr, wo er Reserveoffizier wurde. Bis 1989 absolvierte er ein Studium der Volkswirtschaftslehre an der Universität zu Köln, das er als Diplom-Volkswirt abschloss. Es folgte die Promotion zum Dr. rer. pol.
1989 begann für ihn der Vorbereitungsdienst für den höheren Auswärtigen Dienst in der Aus- und Fortbildungsstätte des Auswärtigen Amts in Bonn-Ippendorf. Im Jahr 1991 legte er die Laufbahnprüfung ab.
Seine erste Auslandsverwendung führte ihn von 1991 bis 1994 als Referent an die Botschaft La Paz/Bolivien. Von 1994 bis 1997 war er in der Zentrale des Auswärtigen Amts in Bonn im Organisationsreferat als Leiter der internen Prüfgruppe für Personalbedarfsbemessung und Prozessoptimierung zuständig.
Anschließend erfolgte seine Versetzung an die Botschaft Peking/China, wo er bis zum Jahr 2000 als Referent eingesetzt war. Von 2000 bis 2001 entsandte ihn das Auswärtige Amt als Austauschbeamten in das französische Außenministerium (Quai d’Orsay). Es schloss sich eine einjährige Tatigkeit in der Botschaft Paris an.
Von 2002 bis 2005 nahm Boeckle Aufgaben in der Ständigen Vertretung bei der EU in Brüssel/Belgien wahr. Zurück in der Zentrale des Auswärtigen Amts, nun in Berlin, wurde er zum stellvertretenden Referatsleiter in der Europaabteilung bestellt. Diese Aufgabe nahm er von 2005 bis 2007 wahr. Er wurde dann in das Bundeskanzleramt versetzt, wo er bis 2010 Referatsleiter in der dortigen Europaabteilung war.
Boeckle kehrte im Jahr 2010 in die Botschaft Peking zurück, wo er bis 2014 das Kulturreferat leitete. Von 2014 bis 2017 wurde er wiederum in der Ständigen Vertretung bei der EU, diesmal als Pressesprecher (Leiter des Referats für Presse und Öffentlichkeitsarbeit), eingesetzt. Von 2017 bis 2021 war er in der Zentrale des Auswärtigen Amts mit der Leitung des Referats für Südeuropa betraut.
Es folgte eine Verwendung an der Botschaft Washington/Vereinigte Staaten, wo er im Range eines Gesandten Leiter der Wirtschaftsabteilung war. Seit Juli 2024 ist er Botschafter in Guatemala und leitet als solcher die Botschaft Guatemala-Stadt. Es besteht Nebenakkreditierung in Belize.
Er ist verheiratet. Das Ehepaar hat drei Kinder.